# Klaus Detlef Olof

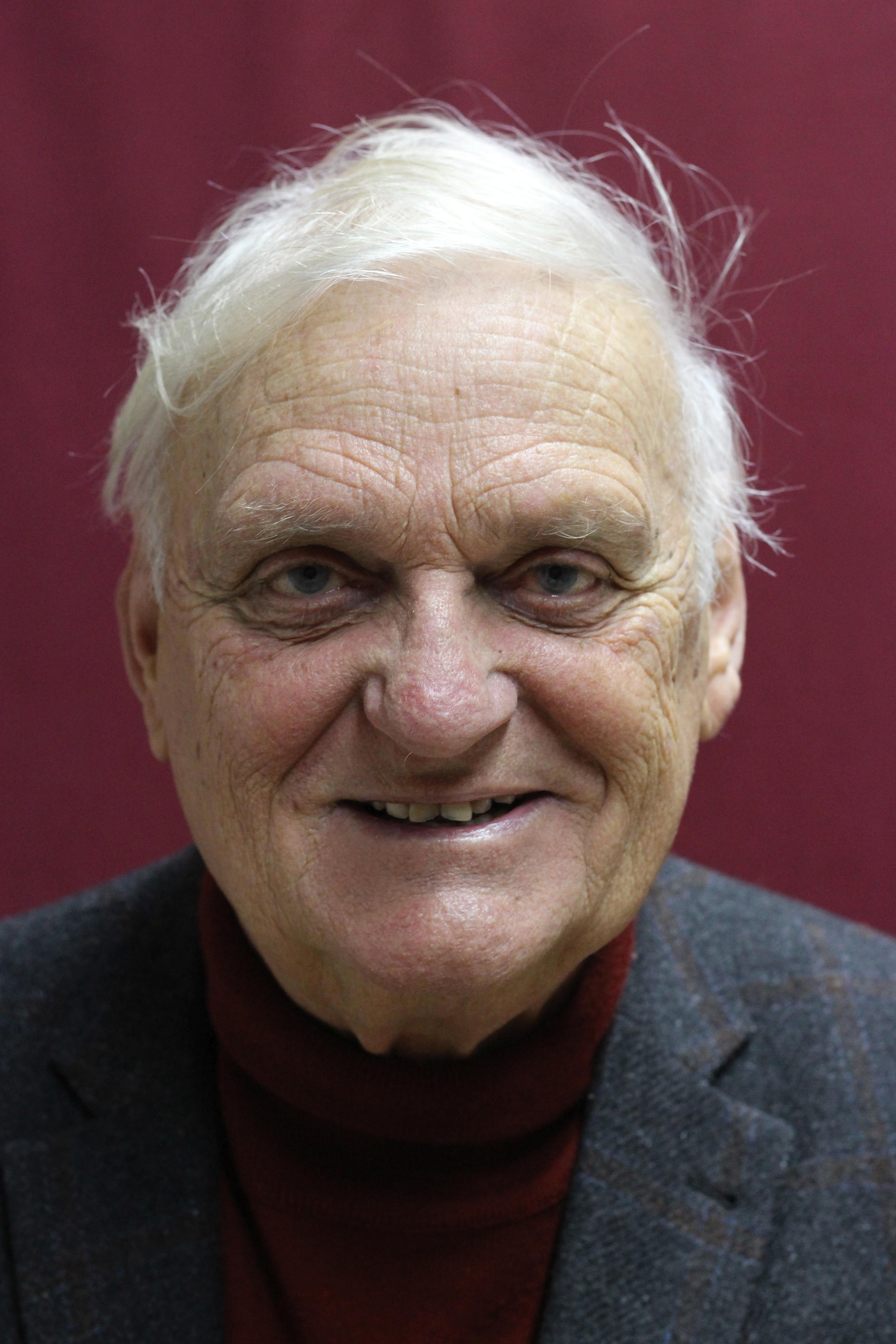
Klaus Detlef Olof, 2019

Klaus Detlef Olof (geboren am 6. November 1939 in Oebisfelde) ist ein deutscher Übersetzer.

## Leben
Olof verbrachte seine Kindheit und Jugend in Lübeck und Hildesheim. In Hamburg und Sarajevo  studierte er Slawistik. Bis 2005 lehrte er an den Universitäten Klagenfurt, Graz und Wien.
Derzeit lebt und arbeitet er in Zagreb und Pula.

## Werk
Klaus Detlef Olof übersetzte zahlreiche Bücher aus den südslawischen Literaturen (Bosnisch, Bulgarisch, Kroatisch, Mazedonisch, Serbisch und Slowenisch).
Zu den von ihm übersetzten Autoren zählen u. a. France Prešeren, Miroslav Krleža, Miljenko Jergović, Zoran Ferić, Dževad Karahasan, Dragan Velikić, Drago Jančar, Andrej Blatnik, Ana Schnabl, Ana Marwan, Milan Dekleva und Goran Vojnović.

## Auszeichnungen
- 1991 Österreichischen Staatspreis für literarische Übersetzer
- 2004 das Lavrin-Diplom des Verbands slowenischer Literaturübersetzer
- 2024 Nominierung für den Preis der Leipziger Buchmesse – Kategorie Übersetzung[1]